# Terroir
Terroir (IPA: [tɛˈʁo̯aːɐ̯], anhörenⓘ; franz. terroir  m. ‚Gegend‘, von lat. terra ‚Erde‘) ist ein ursprünglich aus Frankreich stammender Begriff aus dem Agrarbereich, von dem es keine eindeutige deutsche Übersetzung des dahinter stehenden Grundgedankens gibt. Je nach Interpretation beschreibt Terroir die naturgegebenen Faktoren (Standortfaktoren) eines bestimmten Stückes Land, welche die Eigenschaften der dort angebauten Kulturpflanzen beeinflussen. Diese werden bestimmt vom Zusammenspiel zwischen der kulturprägenden Tätigkeit des Menschen und den Bedingungen der Natur wie (Mikro-)Klima, Geologie, Gelände und Bodenbeschaffenheit. Der Begriff beurteilt somit weitgehend den Charakter, die Eigenheit und den Wert, der einem bestimmten Gebiet und seinen agrikulturellen Erzeugnissen zugeschrieben wird.

## Unterschiedliche Definitionen
Je nach Interpretation wird der Einfluss des Menschen bei der Herstellung von Agrarerzeugnissen unterschiedlich gewichtet. Die strengste Definition bezeichnet Terroir als Eigenschaften eines vom Menschen nicht signifikant veränderten Stückes Land. In diesem Sinne erscheint Terroir als etwas Naturgegebenes, das von den Pflegemaßnahmen des Menschen nicht wesentlich beeinflusst wird. Neueren französischen Darstellungen zufolge liegt die Gewichtung auf dem Boden und seinem Einfluss und Wechselwirkungen mit anderen Umweltelementen in der Regulierung der Wasserversorgung der Pflanzen.
In Deutschland – wo es keine Begriffsgeschichte einer deutschen Entsprechung von Terroir gibt – wurde der Begriff erst wesentlich später eingeführt. Darüber hinaus ist Terroir heute ein Begriff des Marketings, insbesondere bei der Vermarktung von hochwertigen Agrarprodukten und Wein, der weltweit benutzt wird.

## Französische Darstellungen
Erstmals wurde der Begriff in der französischsprachigen Welt für regionaltypische kulinarische Erzeugnisse verwendet. War er dabei bis in die 1920er Jahre ausschließlich Erzeugnissen wie Käse, Fleisch und Fleischwaren, Kräutern oder Ölen vorbehalten, begann man in Frankreich im Rahmen der Klassifizierung von Lagen und Weingütern, den Begriff auch im Weinbau zu verwenden. Er erfasst hierbei alle natürlichen Voraussetzungen, die die Biologie des Rebstocks und demzufolge die Zusammensetzung der Traube selbst beeinflussen. Im Sinn der Definition nach Pierre Laville bestimmen das Terroir folgende Faktoren:
- Klima (Temperatur und Niederschlag),
- Sonnenenergie und -einstrahlung,
- Bodenrelief (Geländeform),
- Geologie (Bodentyp, physikalische und chemische Zusammensetzung des Bodens),
- Hydrologie (Bodenfeuchtigkeit).[2]

Terroir ist in dieser Lesart das Zusammenspiel von Klima und Boden unter dem Einfluss einer Vielzahl von Faktoren wie Nacht- und Tagestemperaturen, Niederschlagsverteilung, Sonnenscheindauer, Hangexposition und Hangneigungen, Bodenbeschaffenheit usw.
Der französische Winzer Bruno Prats, Besitzer des Château Cos d’Estournel im Médoc, beschreibt den Begriff folgendermaßen: „Der ganz und gar französische Begriff Terroir erfasst alle natürlichen Voraussetzungen, die die Biologie des Weinstocks und demzufolge die Zusammensetzung der Traube selbst beeinflussen. Terroir ist das Zusammentreffen von Klima, Boden und Landschaft, das Zusammenwirken einer unendlichen Anzahl von Faktoren: Nacht- und Tages-Temperaturen, Niederschlags-Verteilung, Sonnenschein-Stunden, Hangneigung und Boden-Durchlässigkeit, nur um einige wenige zu nennen. Alle diese Faktoren reagieren miteinander und bilden in jedem einzelnen Teil eines Weinbaugebietes das, was der französische Winzer Terroir nennt.“